# Радакова Олена Петрівна
Радакова Олена Петрівна (до шлюбу Єленєва; нар.1869; Слов'яносербський повіт Катеринославської губернії — пом. 14 травня 1910; Місхор, Ялтинський повіт Таврійської губернії) — українська історик та етнографка, авторка праць з історії України першої половини 18 ст. та етнографічних розвідок території сучасної Луганщини.

## Життєпис
| Текст вилучений зі статті через підозру в порушенні авторських прав |
| --- |
| Текст, що раніше перебував на цій сторінці, запідозрено в порушенні авторських прав на текст із таких джерел: http://dspace.luguniv.edu.ua/xmlui/bitstream/handle/123456789/8673/Zabudkova%20Radakova.pdf?sequence=1&isAllowed=y Дата, коли було знайдено порушення: 30 листопада 2021. Тому, хто повісив цей шаблон: На сторінку обговорення користувача, який розмістив цю статтю, варто додати повідомлення {{subst:nothanks cv\|Радакова Олена Петрівна\|url=http://dspace.luguniv.edu.ua/xmlui/bitstream/handle/123456789/8673/Zabudkova%20Radakova.pdf?sequence=1&isAllowed=y}} --~~~~. |
| До уваги користувача, який розмістив цю статтю Не редагуйте статтю зараз, навіть якщо ви збираєтеся її переписати. Дотримуйтесь вказівок нижче. - Якщо власник авторських прав на зазначений вище матеріал дозволяє використовувати його на умовах GNU FDL без незмінюваних секцій та Creative Commons із зазначенням автора / розповсюдження на тих самих умовах, будь ласка, сповістіть про це на сторінці обговорення цієї статті. - Якщо правовласником є ви, додайте на зазначеному вище ресурсі примітку: «Матеріали дозволено використовувати на умовах GNU FDL без незмінюваних секцій та Creative Commons із зазначенням автора / розповсюдження на тих самих умовах». - Якщо дозволу на використання цього матеріалу немає, будь ласка, зробіть одне з двох: 1. Напишіть хоча б гарний накид статті на цій підсторінці. Зверніть увагу: не треба копіювати текст, що порушує авторські права, на зазначену підсторінку й редагувати його. Якщо ви взялися за написання нової статті, не забудьте сповістити про це на сторінці обговорення. 2. Залиште все як є, і тоді статтю буде вилучено. У випадку, якщо новий текст написано не буде, цю статтю буде вилучено через тиждень після появи цього попередження (детальніше див. документацію шаблону). Вихідний текст цієї статті з можливим порушенням копірайту можна знайти в історії змін. Зверніть увагу, що розміщення у Вікіпедії матеріалів, автор яких не надав явного дозволу на їхнє використання відповідно до ліцензії GNU FDL без незмінюваних секцій та Creative Commons із зазначенням автора / розповсюдження на тих самих умовах, може бути порушенням законів про авторське право. Користувачів, які додають до Вікіпедії такі матеріали, може бути тимчасово позбавлено права редагувати статті. Попри все, ми завжди раді вашим оригінальним статтям. Дякуємо. Цю сторінку внесено до категорії Вікіпедія:Можливе порушення авторських прав. |

## Головні праці
- Гетман Даниил Апостол в роли колонизатора. Киевская старина. 1891. № 6. С. 458–468.
- Українські козаки на Ладозькім каналі. Записки наукового товариства ім. Шевченка. 1896. Т. ХІІ. С. 1–20.
- О ревизиях в Малороссии в XVIII ст. Труды ХІ Археологического съезда в Киеве. М., 1902. Т. 2. С. 105–125.
- Отчет о поездке по Старобельскому уезду. Труды Харьковского предварительного комитета по устройству XII археологического съезда. Х., 1902. Т. 1. С. 103–108[2]
- Этнографическая экскурсия по Екатеринославской губернии. Извест. XII археолог. съезда в Харькове. Х., 1902. С. 44–45.
- Генрих Ибсен. Вестник воспитания. 1902. № 1–2.
- Золотарство у Старобільському пов. у Харківщини. Матер. до укр.-рус. етнолог. Львів: З друк. НТШ, 1899–1929. Т. 6. 1905. С. 108–112.
- Метерлинк как философ и моралист. Вестник воспитания. 1909. № 1–2.
- Голландия: Географический очерк. Харьков : Издат. ком. Харьковск. О-ва грамотности, 1895. 56 с. (2-е изд. 1899; 3-е изд. 1905; 4-е изд. 1908); Москва : Народная библиотека, 1911; СПб., 1911; Пб. : Вят. т-во, 1911. 61 с.; Тверь, 1920. 64 с.
- Новый свет : (Америка). Харьков : Изд. Харьковского Общества распространения в народ грамотности, 1896. 128 с.; Харьков : изд. ком. Харьк. о-ва распространения в народе грамотности, 1902. 127 с.
- Савич А., Радакова Е. (А.С-ч и Е. Р-а). Швейцария : допущена в ученические библиотеки низших училищ. Харьков : Б. и., 1892 (1-е изд);  Харьков: Б. и., 1894. 57 с. (2-е изд); Харьков : Харьк. о-во распространения в народе грамотности, 1901. 64 с. (4-е изд.); Харьков : Изд. ком. Харьк. о-ва грамотности, 1905. 44 с. (5-е изд.).